# Zamarada ilma
Zamarada ilma är en fjärilsart som beskrevs av Louis Beethoven Prout 1922. Zamarada ilma ingår i släktet Zamarada och familjen mätare. Inga underarter finns listade i Catalogue of Life.